# Schloss Binningen (Schweiz)
Das Schloss Binningen ist ein Schloss im Zentrum der basellandschaftlichen Gemeinde Binningen bei Basel. Heute beherbergt das Schloss ein Restaurant mit Hotel. Ursprünglich war die Anlage als Weiherschloss ausgelegt, allerdings wurde das Gewässer 1772 zugeschüttet.

## Lage und Beschreibung
Das Schloss Binningen liegt heute in einem kleinen Park direkt an der Strassenbahnlinie nach Basel. Das Schloss ist ein rechteckiger Bau mit einem Innenhof. An der südöstlichen Ecke erhebt sich ein kleiner Rundturm, auf der Ostseite befindet sich heute die Aussenterrasse des Restaurants. Die Aussenfassade ist in weiss gehalten, einzig die Fenster sind mit rotem Sandstein umgeben.

## Geschichte
Es wird heute angenommen, dass das Schloss im Jahre 1293 vom Basler Bürger Heinrich von Zeise als Weiherschloss erbaut wurde. Das Basler Erdbeben im Jahre 1356 liess einzig noch die Grundmauern des Schlosses stehen. 1409 brannte das Schloss zur Ruine ab. 10 Jahre später baute man es wieder auf, 1444 wurde es während des St. Jakobskrieges von den Habsburgern wieder zerstört.
Weil um die Jahre 1520 der Kanton Solothurn Interesse am Dorf und am Schloss zeigte, entschloss sich ein Ratsmitglied der Stadt Basel das Anwesen zu kaufen, um damit die Gefahr einer Solothurner Expansion «vor die Haustüren» zu stoppen. Bei Bedarf wurde das Schloss nun als Vorposten von Basler Truppen verwendet. Es gehörte nacheinander den Familien Grieb und Escher vom Glas.  1545 kauften Joachim van Berchem und Johann von Brügge das Anwesen der Stadt ab. Wie später festgestellt wurde, war der Herr von Brügge kein Geringerer als David Joris, ein Täuferführer, der in Basel unter einem falschen Namen lebte. 1574 wechselte der Besitz des Schlosses an Nikolaus von Hatstatt, der das Schloss nach seinem Tod wiederum an die Stadt Basel weitervererbte.
Nachdem die Stadt das Schloss einige Jahre lang verpachtet hatte, wurde es zuerst an die Familie Eckstein verkauft, bis es 1613 in die Hände der Grafen von Sulz aus Württemberg fiel. Danach folgten Georg Willhelm von Freudenstein und der Freiherr von Polheim als Eigentümer. 1772 wurde der Weiher rund um das Schloss trockengelegt. Im Jahr 1817 wurde das Schloss an Niklaus Singeisen aus Liestal veräussert, der dort ein Casino einrichten wollte, das Projekt wurde allerdings von einem benachbarten Gastwirt verhindert. 1870 eröffnete erstmals ein Restaurant im Schloss. Es folgten zahlreiche Umbauten, bis 1960 die Gemeinde Binningen das Schloss kaufte.

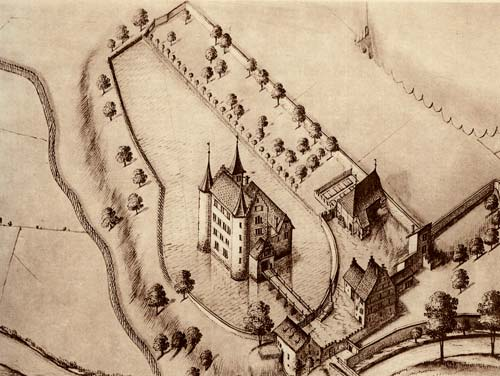
Das Schloss im Jahr 1660, Aquarell von Albrecht Knauw
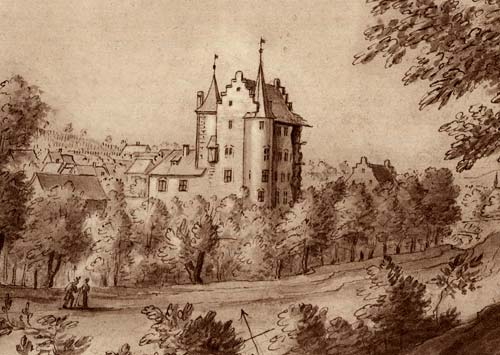
Das Schloss im Jahr 1760, Zeichnung von Emanuel Büchel
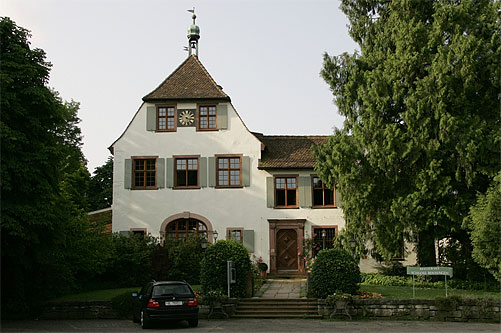
Das Schloss im Jahre 2006 vor einem zweimaligen Umbau